# Isole
Isole är ett svenskt doom metal-band från Gävle. Gruppen skapades 1990 och hette då Forlorn, men bytte namn till Isole 2003 eftersom det redan fanns ett antal andra band som hette Forlorn.
Bandet har gjort flera spelningar på klubb Wasteland i Gävle. Med deras två första skivor hade gruppen kontrakt med skivbolaget I Hate Records, men i samband med inspelningen av tredje skivan Bliss of Solitude så fick gruppen kontrakt med det lite större bolaget Napalm Records.

## Medlemmar
Nuvarande medlemmar
- Crister Olsson – gitarr, bakgrundssång (2004– )
- Daniel Bryntse – sång, gitarr (2004– ), trummor (2005)
- Jimmy Mattsson – basgitarr, growl (2013– )
- Victor Parri – trummor (2014– )

Tidigare medlemmar
- Jonas Lindström – trummor (2004–2014)
- Henrik "Henka" Lindenmo – basgitarr, growl (2004–2010, 2011–2013)

Turnerande medlemmar
- Kristofer Elemyr – basgitarr (2010–2011)
- Jimmy Mattsson – basgitarr (2012–2013)

## Diskografi
Demo
- 2004 – Promo 2004

Studioalbum
- 2005 – Forevermore
- 2006 – Throne of Void
- 2007 – Forevermore (New edition)
- 2008 – Bliss of Solitude
- 2009 – Silent Ruins - Redemption part 1
- 2011 – Born From Shadows
- 2014 – The Calm Hunter
- 2019 – Dystopia

EP
- 2006 — The Beyond (7" vinyl)

Annat
- 2010 – "Imperial Anthems No. 4" (delad 7" vinyl: Semlah / Isole)